# Robert Sanderson McCormick
Robert Sanderson McCormick, född 26 juli 1849 i Rockbridge County, Virginia, död 16 april 1919 i Hinsdale, Illinois, var en amerikansk diplomat. Han var USA:s ambassadör i Österrike-Ungern 1902, i Ryssland 1903–1905 och i Frankrike 1905–1907.
McCormick efterträdde 1905 Horace Porter som ambassadör i Paris och efterträddes 1907 av Henry White.
McCormick var far till politikern Joseph Medill McCormick.